# Маджид Ашимеру
Маджид Ашимеру (англ. Majeed Ashimeru, нар. 10 жовтня 1997, Аккра, Гана) — ганський футболіст, півзахисник бельгійського клубу «Андерлехт» та національної збірної Гани.

## Клубна кар'єра
Маджид Ашимеру починав займатися футболом у Гані. У місцевій Західно-Африканській футбольній академії. У 2017 році він перебрався до Європи, де приєднався до австрійського «Зальцбург». Але одразу був відправлений в оренду. Спочатку це був клуб Другої австрійської Бундесліги «Аустрія» (Лустенау). А на початку 2018 року Ашимеру відправився у клуб Бундесліги «Вольфсбергер».
Сезон 2018/19 Ашимеру провів у швейцарському клубі «Санкт-Галлен». Після чого у 2019 році футболіст повернувся до «Ред Булла», з яким виграв чемпіонат Австрії та національний кубок. Також у складі австрійського чемпіона Маджид брав участь уматчах Ліги чемпіонів.
У січні 2021 року Ашимеру знову відправився в оренду. Цього разу до Бельгії - у клуб «Андерлехт». А по завершенню сезону ганець підписав з клубом повноцінний контракт.

## Збірна
25 травня 2017 року у товариському матчі проти команди Беніну Маджид Ашимеру дебютував у складі національної збірної Гани.

## Досягнення
Зальцбург
 Чемпіон Австрії: 2019/20
 Переможець Кубка Австрії: 2019/20